# (38640) 2000 NO16
2000 NO16 (asteroide 38640) é um asteroide da cintura principal. Possui uma excentricidade de 0.07499530 e uma inclinação de 3.26568º.
Este asteroide foi descoberto no dia 5 de julho de 2000 por LONEOS em Anderson Mesa.